# 수자쿠
《수자쿠》(萌の朱雀 모에노수자쿠[*])는 가와세 나오미의 1997년 일본 영화이다.

## 출연진
- 쿠니무라 준 - 타하라 코조
- 오노 마치코 - 미치루

## 반응
《수자쿠》는 1997년 칸 영화제 감독 주간에 초청되어 신인상인 황금카메라상을 수상하였다. 1997년 로테르담 국제 영화제에서는 국제영화비평가연맹(FIPRESCI)상을 수상하였으며 오노 마치코는 1997년 싱가폴 국제 영화제에서 여우주연상을 수상하였다.